# لويس وليامز (مهندس معماري)
لويس وليامز (بالإنجليزية: Louis Williams)‏ هو مهندس معماري أسترالي، ولد في 1890، وتوفي في 1980.